# Justizvollzugsanstalt Neustrelitz
Die Justizvollzugsanstalt Neustrelitz ist eine Justizvollzugsanstalt (JVA) in Mecklenburg-Vorpommern. Sie befindet sich in Neustrelitz im Landkreis Mecklenburgische Seenplatte in Mecklenburg-Vorpommern.
Die JVA Neustrelitz ist eine Justizvollzugsanstalt mit Teilanstalt Jugendstrafvollzug für Straf- und Untersuchungsgefangene im geschlossenen und im offenen Vollzug und mit einer Teilanstalt Jugendarrest. 

## Belegung
Die JVA Neustrelitz hat eine Kapazität von 297 Haftplätzen. Besonderheiten sind:
- 60 Haftplätze für junge Erwachsene bis 30 Jahre,
- 20 Haftplätze im offenen Vollzug,
- 24 Haftplätze in der Sozialtherapie für Jugendliche,
- 7 Haftplätze in der Suchttherapie für Jugendliche,
- 15 Haftplätze in der geschützten Abteilung der Jugenduntersuchungshaft,
- 15 Haftplätze für weibliche Untersuchungs- und Strafgefangene,
- ein Mutter-Kind Bereich für zwei Mütter, denen mit ihrem Kind jeweils zwei Räume zur Verfügung stehen. Nach § 27 Abs. 1 Jugendstrafvollzugsgesetz Mecklenburg-Vorpommern kann ein noch nicht drei Jahre altes Kind einer Gefangenen mit Zustimmung des Inhabers des Aufenthaltsbestimmungsrechts in der Justizvollzugsanstalt untergebracht werden, in der sich seine Mutter befindet, wenn dies seinem Wohle entspricht.

Im Mai 2009 wurde auf dem Gelände der Jugendanstalt ein Jugendarrest mit 14 Plätzen eröffnet.
Ansonsten sind bis zu 15 Jugendliche jeweils einer Wohngruppe zugeordnet. Die Unterbringung erfolgt grundsätzlich in Einzelhafträumen, nur in Ausnahmefällen in einem Gemeinschaftshaftraum mit maximal zwei Personen. Für alle Gefangenen stehen Arbeitsplätze zur Verfügung, vorwiegend für die schulische und berufliche Bildung der Inhaftierten.

## Offener Vollzug
Die zwei Etagen der linken Gebäudehälfte sind für die Gefangenen des offenen Vollzugs eingerichtet. Die beiden Etagen der rechten Gebäudehälfte sind umgebaut worden und seit Mai 2009 für den Jugendarrest eingerichtet. Durch diese Umstrukturierung ist die Zahl der Haftplätze im offenen Vollzug gesunken.
Die Besonderheit des offenen Vollzugs dieser Justizvollzugsanstalt ist, dass den Gefangenen der Besitz eines Handys gestattet ist, jedoch mit der Einschränkung, dass dieses weder über eine Kamera verfügen noch internetfähig sein darf. Außerdem müssen die Gefangenen die Mobiltelefone zum Nachtverschluss abgeben und bekommen sie erst am nächsten Morgen wieder ausgehändigt.

## Vollstreckungszuständigkeit
Nach dem allgemeinen Vollstreckungsplan des Landes Mecklenburg-Vorpommern ist die JVA Neustrelitz als einzige Justizvollzugsanstalt des Landes zuständig für die Vollstreckung von allen Jugendstrafen und Untersuchungshaft an jugendlichen und heranwachsenden männlichen und weiblichen Gefangenen.
Zusätzlich sind seit 2018 junge erwachsene Inhaftierte untergebracht, die bis zu vier Jahren Freiheitsstrafe verbüßen und dabei nicht älter sind als 30 Jahre. 